# Trion Supercars
Trion Supercars es un fabricante estadounidense de automóviles superdeportivos ubicado en California, Estados Unidos, fundado en 2012 por el ingeniero automovilístico estadounidense Richard Patterson.
La compañía está desarrollando actualmente su primer vehículo, el "Nemesis", que se ofrecerá en varias versiones diferentes. En su forma más extrema, está previsto que sea un superdeportivo de más de 2000 caballos de potencia, impulsado por un propulsor confeccionado a medida, un V8 con cuatro árboles de levas en cabeza de 9045 centímetros cúbicos desarrollado y construido en los Estados Unidos.
En julio de 2015, cuando todavía era una empresa emergente poco conocida con sede en California, Trion presentó al público por primera vez el Nemesis como un modelo de concepto a escala real junto con uno de los motores previstos, sorprendiendo a las revistas del automóvil. Se anunció que el vehículo entraría en producción en 2017.

## Historia
Después de 29 años de amplia experiencia en el campo de la automoción, Rich Patterson convirtió su sueño de toda una vida en realidad al reunir un equipo de profesionales y establecer una organización para fabricar superdeportivos avanzados para los segmentos de mercado de alta gama. Fundó Trion Supercars (TSC) en mayo de 2012.
El Trion Nemesis RR es un vehículo conceptual de Trion Motors. La compañía está lista para lanzar una versión de producción en 2016, y esperaba comenzar el proceso de fabricación del Nemesis para finales de 2016,  lanzando su primer vehículo al mercado en 2017.
En enero de 2016, se presentó el Trion Nemesis RR en el Silicon Valley Auto Show. El automóvil recibió críticas extremadamente positivas de varios fanáticos de los superdeportivos, y ha aparecido en la página principal del sitio web de SV Auto Show.
Este vehículo ha sido incluido en varios videojuegos, sobre todo en Asphalt 8, Asphalt 9 y en CSR Racing.
En noviembre de 2016, Trion Supercars presentó el Nemesis en el show de SEMA, y unos días más tarde, en el LA Auto Show.

## Vehículos
El Trion Nemesis está configurado actualmente para producir cuatro variantes: Nemesis RR, Nemesis GT, Nemesis ER (híbrido enchufable) y Nemesis E (eléctrico puro). La producción del Nemesis RR está limitada a 50 vehículos, mientras que el Nemesis GT está limitado a 100 vehículos. La producción del Nemesis RR Black Ops, una versión especial del Nemesis RR, está limitada a 9 vehículos.

### Nemesis RR
El Nemesis RR es un superdeportivo de cuatro ruedas motrices con motor central. Contará con un motor V8 doble turbo de 9.0 litros capaz de producir 2000 caballos. La potencia se comunicará a las cuatro ruedas a través de una transmisión secuencial de ocho velocidades. Este será un modelo completamente equipado, con todas las ruedas motrices, sistema de gestión de tracción y 10 altavoces de infoentretenimiento JBL, diseñado para competir con el Bugatti Veyron y el Koenigsegg Agera.
Ha sido concebido para superar el récord de velocidad en tierra y el récord del vehículo de producción más rápido. Además, el Trion Nemesis se producirá como un vehículo apto para circular por la calle, con el objetivo de convertirse en el vehículo de calle más rápido. Se están tomando pedidos por adelantado, con un precio base establecido en 1.6 millones de dólares.

#### Black Ops Edition
Trion anunció una versión especial del Nemesis RR denominada Black Ops edition, que incorpora varias características exclusivas más y un "modo depredador". El modo depredador cambia la iluminación interior, la aceleración del motor y la suspensión para que el automóvil parezca aún más potente. La edición Black Ops también contará con detalles estéticos adicionales.
Tiene un precio de 1,98 millones de dólares. X

### Nemesis GT
Trion Supercars también producirá un automóvil deportivo menos radical, el Nemesis GT, que se espera que alcance una velocidad máxima de 350 kilómetros por hora, acelere de 0 a 100 en 3,5 segundos y entregue unos 1400 caballos de potencia. El modelo base comienza en un precio de 1.2 millones de dólares.

### Nemesis ER
El Nemesis ER es un automóvil conceptual híbrido enchufable. Su planta motriz puede entregar hasta 1200 caballos, pero los detalles sobre el rendimiento, el diseño, los precios y su disponibilidad aún no se han revelado.

### Nemesis E
El Nemesis E es otro vehículo conceptual, totalmente eléctrico. Los cuatro motores del Nemesis E pueden producir aproximadamente 1000 caballos.

## Motor
A partir de febrero de 2017, el Trion Nemesis está configurado para utilizar un motor V8 doble turbo sobrealimentado capaz de producir 2000 caballos en el RR Nemesis. Trion está desarrollando su propio motor y aún no ha lanzado oficialmente más detalles específicos que no sean su configuración, cilindrada y el plazo de lanzamiento del motor al público. No se ha publicado más información sobre las plantas motrices previstas para los Nemesis GT, ER, y los modelos E.

## En la cultura popular
- El Trion Nemesis ha aparecido en varios videojuegos, aunque aún no se ha incluido en una película o serie de televisión.
- El Nemesis RR se presentó en el salón del automóvil del Silicon Valley en enero de 2016, y durante un breve período de tiempo, apareció en la página principal del sitio web del salón.[18]